# الغزو الروسي لبخارى

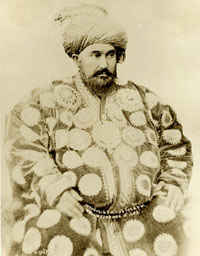
الأمير مظفر الدين

كان الغزو الروسي لبخارى سلسلة من الحروب والغزوات وما تلاها من غزو الإمبراطورية الروسية لإمارة بخارى في آسيا الوسطى.

## الحرب
كان البدو الرحل في آسيا الوسطى، الذين أنتجوا غزاة عظماء في الماضي البعيد، منافسين للجيوش المنضبطة في القرن التاسع عشر. شجعت المداهمات التي قام بها المسلمون الحكام الروس المحليين على أخذ زمام المبادرة في إخضاع خانات آسيا الوسطى في خيوة وبخارى. تم التعامل مع المبعوثين من روسيا وبريطانيا إلى بخارى بغطرسة واحتقار، وفي عام 1848 تم سجن وقتل ضابطين بريطانيين. في أوائل ستينيات القرن التاسع عشر، تمكن البخاريون من صد التقدم الروسي، لكنهم هُزِموا في مايو 1866. ثم أنشأ الروس حاكمًا عامًا لتركستان في سير داريا. استؤنفت الحرب في عام 1868، عندما أُجبر الأمير على قبول وضع التبعية.

## المؤلفات
- Malikov A., The Russian conquest of the Bukharan Emirate: military and diplomatic aspects in Central Asian Survey, Volume 33, Issue 2, 2014, pp. 180–198.